# Lotus 102D
Der Lotus 102D war ein Formel-1-Rennwagen des britischen Rennstalls Lotus, der in der Formel-1-Saison 1992 eingesetzt wurde.

## Technische Daten
Durch entwicklungstechnische Verzögerungen am Lotus 107, entschied sich die Teamführung die ersten Rennen der Formel-1-Saison 1992 mit einem nahezu unveränderten Lotus 102B zu bestreiten. Der letztjährige Achtzylindermotor von Judd (Typ EV) wurde nicht erneut verwendet. Anfänglich hatte Lotus eine Umstellung auf Judds Zehnzylindermotor (Judd GV) erwogen, entschied sich dann aber kurzfristig für Cosworth-Kundenmotoren, deren Kosten mit Unterstützung der Sponsoren Castrol und Hitachi aufgebracht werden konnten. Lotus erhielt in diesem Jahr Cosworth-HB-V-Motoren, die sich auf dem Entwicklungsstand von 1991 befanden. Bei einer Masse von 130 kg leistete er bei einer Drehzahl von 13.400/min etwa 520 kW. Motorelektronik und Zündsystem stammte ebenfalls von Ford. Das manuell zu schaltende Getriebe hatte sechs Vorwärts- und einen Rückwärtsgang. Die Räder waren einzeln an Doppelquerlenkern aufgehängt. Die Bremsanlage stammte von Hitco und die Bremszangen von Brembo, die Stoßdämpfer hingegen von Bilstein.

## Sponsor
Hauptsponsor des Teams war der japanische Elektronik- und Maschinenbaukonzern Hitachi. Weitere japanische Werbeträger waren unter anderen der Baumaschinenhersteller Komatsu, der Modellbauhersteller Tamiya, das Pharmaunternehmen Shionogi und der Spielautomatenhersteller Nichibutsu. Weitere Werbeflächen gehörten dem Bekleidungsunternehmen Tommy Hilfiger sowie dem britischen Sportwagenhersteller Frazer Nash.

## Saisonverlauf
Obgleich der Rennwagen als Übergangsfahrzeug gedacht war, punkteten mit ihm sowohl Mika Häkkinen als auch Teamkollege Johnny Herbert. Zwei der insgesamt 13 Weltmeisterschaftspunkte aus der Formel-1-Saison 1992 wurden mit einem Lotus 102D eingefahren. Letztmals kam dieser Typ zum Training beim Großen Preis von San Marino zum Einsatz. Häkkinen konnte sich allerdings nicht für das Rennen qualifizieren.
| Fahrer               | Nr.                  | 1 | 2 | 3   | 4   | 5   | 6 | 7 | 8 | 9 | 10 | 11 | 12 | 13 | 14 | 15 | 16 | Punkte | Rang |
| -------------------- | -------------------- | - | - | --- | --- | --- | - | - | - | - | -- | -- | -- | -- | -- | -- | -- | ------ | ---- |
| Formel-1-Saison 1992 | Formel-1-Saison 1992 |   |   |     |     |     |   |   |   |   |    |    |    |    |    |    |    | 2      | (5.) |
| M. Häkkinen          | 11                   | 9 | 6 | 10  | DNF | DNQ |   |   |   |   |    |    |    |    |    |    |    | 2      | (5.) |
| J. Herbert           | 12                   | 6 | 7 | DNF | DNF |     |   |   |   |   |    |    |    |    |    |    |    | 2      | (5.) |

| Legende  | Legende            | Legende                                                          |
| Farbe    | Abkürzung          | Bedeutung                                                        |
| -------- | ------------------ | ---------------------------------------------------------------- |
| Gold     | –                  | Sieg                                                             |
| Silber   | –                  | 2. Platz                                                         |
| Bronze   | –                  | 3. Platz                                                         |
| Grün     | –                  | Platzierung in den Punkten                                       |
| Blau     | –                  | Klassifiziert außerhalb der Punkteränge                          |
| Violett  | DNF                | Rennen nicht beendet (did not finish)                            |
| Violett  | NC                 | nicht klassifiziert (not classified)                             |
| Rot      | DNQ                | nicht qualifiziert (did not qualify)                             |
| Rot      | DNPQ               | in Vorqualifikation gescheitert (did not pre-qualify)            |
| Schwarz  | DSQ                | disqualifiziert (disqualified)                                   |
| Weiß     | DNS                | nicht am Start (did not start)                                   |
| Weiß     | WD                 | zurückgezogen (withdrawn)                                        |
| Hellblau | PO                 | nur am Training teilgenommen (practiced only)                    |
| Hellblau | TD                 | Freitags-Testfahrer (test driver)                                |
| ohne     | DNP                | nicht am Training teilgenommen (did not practice)                |
| ohne     | INJ                | verletzt oder krank (injured)                                    |
| ohne     | EX                 | ausgeschlossen (excluded)                                        |
| ohne     | DNA                | nicht erschienen (did not arrive)                                |
| ohne     | C                  | Rennen abgesagt (cancelled)                                      |
| ohne     | keine WM-Teilnahme |                                                                  |
| sonstige | P/fett             | Pole-Position                                                    |
| sonstige | 1/2/3/4/5/6/7/8    | Punktplatzierung im Sprint-/Qualifikationsrennen                 |
| sonstige | SR/kursiv          | Schnellste Rennrunde                                             |
| sonstige | *                  | nicht im Ziel, aufgrund der zurückgelegten Distanz aber gewertet |
| sonstige | ()                 | Streichresultate                                                 |
| sonstige | unterstrichen      | Führender in der Gesamtwertung                                   |